# Смирнов, Николай Дмитриевич (конструктор)
Николай Дмитриевич Смирно́в (1899—1984) — советский конструктор в области морского приборостроения, учёный, основатель советской научной школы по теплопеленгации и инфракрасной технике.

## Биография
Родился 15 декабря 1899 года. Окончил МВТУ имени Н. Э. Баумана (1925), радиоинженер. В одной группе с ним учился Сергей Лебедев, будущий академик, создатель первых отечественных ЭВМ.
В 1925-1930 гг. инженер радиостанции Московского губернского совета профсоюзов.
В 1925 году на заре радиолюбительства, принимал участие в постройке первой радиостанции в Доме Союзов.
В 1930-1939 гг. научный сотрудник ВЭИ, с 1938 зав. лабораторией. Одновременно с 1933 года научный сотрудник цеха телевидения НИИ связи. С 1929 года в московском Всесоюзном электротехническом институте входил в состав группы профессора В. Л. Грановского по разработке методов теплопеленгации военных объектов (в 1941 году в составе этой группы был удостоен Сталинской премии).
С 1939 года зав. лабораторией теплопеленгации НИИ-10, с 1946 года начальник отдела № 6, затем отдела № 4.
Во время Великой Отечественной принимал участие в обороне Заполярья, лично находился на фронте на полуострове Средний, где в пещере был установлен теплопеленгатор, позволяющий Н.Д. Смирнову фиксировать движение кораблей противника и передавать пеленги на батарею 221, которая уничтожала обнаруженные цели круглосуточно в любую погоду.
В результате эффективность работы батареи 221 в 2 раза превосходила среднюю для береговой артиллерии ВМФ. При этом все попытки противника найти, как обнаруживались цели, оказались безуспешными.
Кандидат технических наук (1936). Старший научный сотрудник (1938). Доктор технических наук (1947), профессор (1949).
Главный конструктор теплопеленгаторов и ИК ГСН (инфракрасная головка самонаведения) для К-8.
В 1946—1957 годах с его участием разработаны и приняты на вооружение ВМФ новые береговые теплопеленгаторы «Астра-1», «Астра-2», «Астра-3», «Тюльпан» и корабельные — «Солнце-1», «Солнце-II» и др.
Основатель (совместно с В. А. Грановским и К. С. Вульфсоном) советской научной школы теплопеленгации. В числе учеников — Листратов, Анатолий Васильевич.

## Награды и премии
- Сталинская премия II степени (14 марта 1941) — за изобретение нового типа теплопеленгатора
- два ордена Трудового Красного Знамени